# Án hồng hoàn

Minh Quang Tông Thái Xương Đế, tại vị chỉ được 29 ngày

Án hồng hoàn (chữ Hán: 紅丸案), là vụ án thứ hai trong Ba vụ án thời Minh mạt, liên quan đến nguyên nhân tử vong của Minh Quang Tông Thái Xương Hoàng đế sau khi dùng một viên hồng hoàn do Thôi Văn Chước dâng lên. Vụ việc bị xử lí một cách nhẹ nhàng qua loa dù triều thần có nhiều người dị nghị đằng sau vụ việc là một âm mưu ám sát.

## Hồng hoàn
Dưới thời nhà Minh, các phương thuốc xuân dược được các Hoàng đế cực kì chú ý; trong đó phải kể đến một thứ xuân dược đáng sợ gọi là "Hồng hoàn". Nguyên tên gốc của vị thuốc này là Hồng duyện kim đan, còn có tên khác là Tam nguyên đan; là phương thuốc do ngự y Đào Trọng Văn chế ra dâng lên vua Minh Thế Tông Gia Tĩnh Đế. Dân gian đồn đại đây là một phương thuốc "Vô phương vô chế". Nguyên liệu của thứ thuốc này là máu kinh kì đầu tiên của các thiếu nữ, gọi là "Tiên thiên hồng duyên", đựng trong hộp bằng kim loại, cho thêm sương đêm và ô mai vào, đem sắc bảy lần rồi gia thêm thu thạch, nhân nhũ, thần sa (tức chu sa sản xuất ra ở Thần Châu, Hồ Quảng)... đun bằng lửa rồi luyện thành thuốc viên. Đến đời chắt của Gia Tĩnh là Thái Xương Đế, loại thuốc này được Lý Khả Chước điều chế lại và dâng lên Hoàng đế, cho nên gọi đó là "Án hồng hoàn".

## Vụ việc
Năm 1615, Trịnh Quý phi phái thích khách hành thích Thái tử Thường Lạc để đưa con mình là Phúc vương Thường Tuân làm Thái tử, song bất thành, sử gọi là Án đĩnh kích. Trịnh Quý phi từ sau vụ đó, rất lo lắng sẽ bị Thái Xương Đế trả thù, vì thế ra sức lấy lòng, nhiều lần hiến tặng cho Hoàng đế các mĩ nữ, hiềm khích giữa hai bên do đó dần xóa bỏ
Tháng 7 ÂL năm Vạn Lịch thứ 48 (1620), Minh Thần Tông Vạn Lịch Đế băng hà, thọ 58 tuổi. Di chiếu cho lập Hoàng quý phi Trịnh thị làm Hoàng hậu kế thất. Hoàng thái tử Chu Thường Lạc đăng cơ kế vị, tức Minh Quang Tông Thái Xương Đế, tôn miếu hiệu cho Vạn Lịch là Thần Tông Hoàng đế, chuẩn bị lập Trịnh Quý phi làm Hoàng thái hậu. Nhưng vì mải mê quây quần bên các mĩ nữ nên sức khỏe của Hoàng đế ngày càng suy kém.
Ngày 8 tháng 10 ÂL, Thái Xương Đế bắt đầu có bệnh. Càn Thanh cung nội, Đề đốc Lưỡng Tư phòng, Đề đốc Binh trượng chưởng cục ấn, Ngự mã giám thái giám, Đề đốc thái giám điện Thành Tế Thôi Văn Thăng, người trước đó từng là thủ hạ của Trịnh Quý phi, cho rằng Hoàng đế bị nóng trong người, bèn cho kê các phương thuốc giải nhiệt, nhuận trường. Hoàng đế uống xong, lập tức bị tả, liên tục đi ngoài ba bốn mươi lần. Đến hai ngày sau Hoàng đế vẫn không thể lên triều. Bọn đại thần Nội các Phương Tòng Triết vào cung hỏi an, Thái Xương Đế nằm trên giường không ngóc dậy nổi, nói rằng suốt đêm qua không ngủ được, đầu hôn mắt hoa, đi ngoài liên tục, hơi thở yếu ớt...
Ngày 29 tháng 8 ÂL, Thái Xương Đế nghe theo lời các đại thần, thu hồi lại chiếu lệnh sắc phong Trịnh Quý phi làm Hoàng thái hậu. Lúc đó ở Hồng Lư tự có Lý Khả Chước tự nói mình có thuốc tiên chữa được bách bệnh, dâng lên vua một viên thuốc màu đỏ (hồng hoàn). Hoàng đế uống xong một viên, lại uống thêm viên nữa, thấy rằng tinh thần phấn chấn đến lạ, nhịp thở đều trở lại; liền tấm tắc khen Khả Chước là trung thần, sai thưởng cho 50 lượng bạc. Tuy nhiên rủi thay vào ngày 1 tháng 9 ÂL (có thuyết nói là ngày 30 tháng 8), canh 5, nội giám bước vào điện thì thấy thân thể Hoàng đế đã lạnh ngắt. Thái Xương Đế thọ 39 tuổi, ở ngôi chỉ có 30 ngày, còn chưa kịp dùng niên hiệu mới. Hoàng trưởng tử Chu Do Hiệu tức vị Hoàng đế, truy tôn Thái Xương Đế là Minh Quang Tông.

## Quá trình xét xử
Thái Xương Đế băng rồi, Thượng thư bộ Lại Trương Vấn Đạt, Thượng thư bộ Hộ Uông Ứng Giao, Thượng thư bộ Lễ Tôn Thận Hành, Tả đô Ngự sử Trâu Nguyên Tiêu cùng đa phần các ngôn quan tố cáo hai kẻ Thôi, Lý dùng tội dùng thuốc giả. Ngự sử Vương An Thuấn lên tiếng nghi ngờ liệu hai kẻ kia đã bí mật mưu hại Hoàng đế. Ngự sử Trịnh Tông Chu, Nam Kinh Thái thường Thiếu khanh Tào Trân cho sự kiện này hẳn có liên quan đến án đĩnh kích vào 5 năm trước, tất có người muốn Thái Xương Đế vào đường chết. Chủ sự bộ Hình Vương Chi Thái nhận định rằng việc này có liên quan Trịnh Quý phi cùng sủng phi của Thái Xương là Lý thị.
Khi đó Thủ phụ Nội các (Tể tướng) là Phương Tòng Triết đề nghị về phía Lý Khả Chước thì phạt tiền 50 lượng, phạt bổng lộc 1 năm; chỉ truy tội của Khả Chước đối với cái chết của Thái Xương là dâng thuốc không có công hiệu, không bày tỏ được lòng ái quân, không đá động gì đến thuyết âm mưu của các đại thần kể trên. Thiên Khải Đế hạ lệnh vấn tội hai người Thôi, Lý. Năm Thiên Khải thứ 2 (1622), Minh đình hạ chiếu đày Thôi Văn Thăng đến Nam Kinh, Lý Khả Chước ra biên cương. Sau vụ này, đảng Yêm và đảng Đông Lâm quật khởi, bắt đầu tranh chấp mới trong cung đình nhà Minh.